# Don Jon
Don Jon è un film del 2013 diretto da Joseph Gordon-Levitt.
L'attore Joseph Gordon-Levitt debutta dietro la macchina da presa in un lungometraggio su un suo soggetto e da lui stesso sceneggiato e interpretato da protagonista. La produzione è indipendente ma si avvale di un cast da film hollywoodiano con, tra gli altri, Scarlett Johansson e Julianne Moore.

## Trama
Jon Martello Jr., soprannominato don Jon, è un ragazzo italo-americano con una vita scandita in maniera molto netta: ogni settimana ruota infatti attorno alla messa, la palestra, l'automobile di grossa cilindrata, le pulizie maniacali della sua casa, la discoteca con gli amici, i pranzi con la famiglia e le ragazze. La sua più grande passione, tuttavia, è il porno, che addirittura preferisce al sesso reale perché è capace di farlo perdere, cioè liberarlo di tutti i pensieri e dargli un appagamento completo.
Una sera in discoteca Jon incontra Barbara, una bellissima ragazza di cui si innamora. Tra i due nasce e si sviluppa un amore fatto di cinema, dove la ragazza si diletta a vedere soprattutto film romantici, uscite insieme e conoscenza delle rispettive famiglie: tutto sembra andare per il meglio finché, la stessa notte in cui i due hanno un rapporto sessuale per la prima volta, Barbara scopre Jon a masturbarsi davanti al computer come suo solito. Il ragazzo se la cava dicendole che si tratta solo di uno scherzo dei suoi amici e che non vedrà mai più alcun video porno, ma qualche tempo dopo la ragazza controlla la cronologia del browser del portatile del fidanzato e, trovandola piena di siti porno, decide di lasciarlo.
Una delle varie cose che Barbara aveva chiesto a Jon era quella di frequentare un corso serale per diplomarsi e proprio qui il ragazzo incontra Esther, una donna più grande di lui e con la quale inizierà una relazione, che soffre di attacchi di pianto improvvisi poiché suo marito e suo figlio sono morti solo pochi mesi prima in un incidente stradale. Jon, a distanza di tempo dalla rottura con Barbara, comunicherà alla sua famiglia che ha rotto con la ex: i suoi genitori ne rimarranno molto delusi, ma sua sorella, nell'unico momento in cui alza gli occhi dal suo smartphone, gli dice che è meglio così perché in realtà Barbara voleva soltanto un uomo che eseguisse ogni suo ordine. Jon si vedrà un'ultima volta con Barbara e l'incontro chiarirà definitivamente che i due non sono fatti per stare insieme. Il ragazzo comincia quindi una stabile relazione con Esther, l'unica donna che sia mai stata capace di dargli tutto ciò che una vera relazione non gli aveva mai trasmesso.

## Produzione
Il budget del film è stato di circa 3 milioni di dollari.

### Titolo
Il titolo del film inizialmente era Don Jon's Addiction; con questo titolo infatti la pellicola viene presentata al Sundance Film Festival. Successivamente il regista Gordon-Levitt annuncia tramite il suo account Facebook che avrebbe cambiato il titolo in Don Jon con la seguente motivazione: 
(Joseph Gordon-Levitt)

### Cast
Joseph Gordon-Levitt scrisse la parte di Barbara proprio per Scarlett Johansson, senza avere la certezza della partecipazione della star. Gordon-Levitt fu molto felice quando l'attrice accettò la parte. Anne Hathaway, Channing Tatum, Meagan Good e Cuba Gooding Jr. fanno dei brevi cameo, dove interpretano stelle del cinema protagonisti di film visti da Don Jon e Barbara.

### Riprese
Le riprese del film iniziarono il 28 giugno 2012 e si svolsero tra Los Angeles e Hackensack.

## Promozione
Il primo trailer viene diffuso online il 22 maggio 2013.

## Distribuzione
Il film viene presentato al Sundance Film Festival il 18 gennaio 2013 ed l'8 febbraio al Festival internazionale del cinema di Berlino, mentre viene distribuito nelle sale cinematografiche statunitensi a partire dal 27 settembre 2013 ed in Italia dal 28 novembre.

## Accoglienza

### Incassi
Il film ha incassato 39439355 $ in tutto il mondo.

## Riconoscimenti
- 2013 - Gotham Awards
  - Candidatura per la miglior attrice a Scarlett Johansson
- 2013 - Key Art Awards
  - Secondo miglior trailer audio/visivo
- 2014 - Independent Spirit Awards
  - Candidatura per la miglior sceneggiatura d'esordio a Joseph Gordon-Levitt
- 2014 - MTV Movie Awards
  - Candidatura per il miglior bacio a Joseph Gordon-Levitt e Scarlett Johansson
- 2013 - Chicago Film Critics Association Awards
  - Candidatura per il miglior regista rivelazione a Joseph Gordon-Levitt
- 2013 - Golden Schmoes Awards
  - Candidatura per la miglior T&A a Scarlett Johansson
- 2013 - Phoenix Film Critics Society Awards
  - Candidatura per il miglior regista a Joseph Gordon-Levitt